# Klukwan (Alaska)
Klukwan es un lugar designado por el censo ubicado en el Área censal de Hoonah–Angoon en el estado estadounidense de Alaska. En el Censo de 2010 tenía una población de 95 habitantes y una densidad poblacional de 19,41 personas por km².

## Geografía
Klukwan se encuentra en las coordenadas 59°23′55″N 135°53′19″O / 59.39861, -135.88861. Según la Oficina del Censo de los Estados Unidos, Klukwan tiene una superficie total de 4.9 km², de la cual 3.6 km² corresponden a tierra firme y (26.46%) 1.29 km² es agua.

## Demografía
Según el censo de 2010, había 95 personas residiendo en Klukwan. La densidad de población era de 19,41 hab./km². De los 95 habitantes, Klukwan estaba compuesto por el 8.42% blancos, el 0% eran afroamericanos, el 80% eran amerindios, el 1.05% eran asiáticos, el 0% eran isleños del Pacífico, el 0% eran de otras razas y el 10.53% pertenecían a dos o más razas. Del total de la población el 2.11% eran hispanos o latinos de cualquier raza.

## Localidades adyacentes
El siguiente diagrama muestra a las localidades más próximas a Klukwan.